# Cantone di Miradoux
Il Cantone di Miradoux era una divisione amministrativa dell'arrondissement di Condom.
A seguito della riforma approvata con decreto del 26 febbraio 2014, che ha avuto attuazione dopo le elezioni dipartimentali del 2015, è stato soppresso.

## Composizione
Comprende i comuni di:
- Castet-Arrouy
- Flamarens
- Gimbrède
- Miradoux
- Peyrecave
- Plieux
- Saint-Antoine
- Sainte-Mère
- Sempesserre